# Mihály Horváth

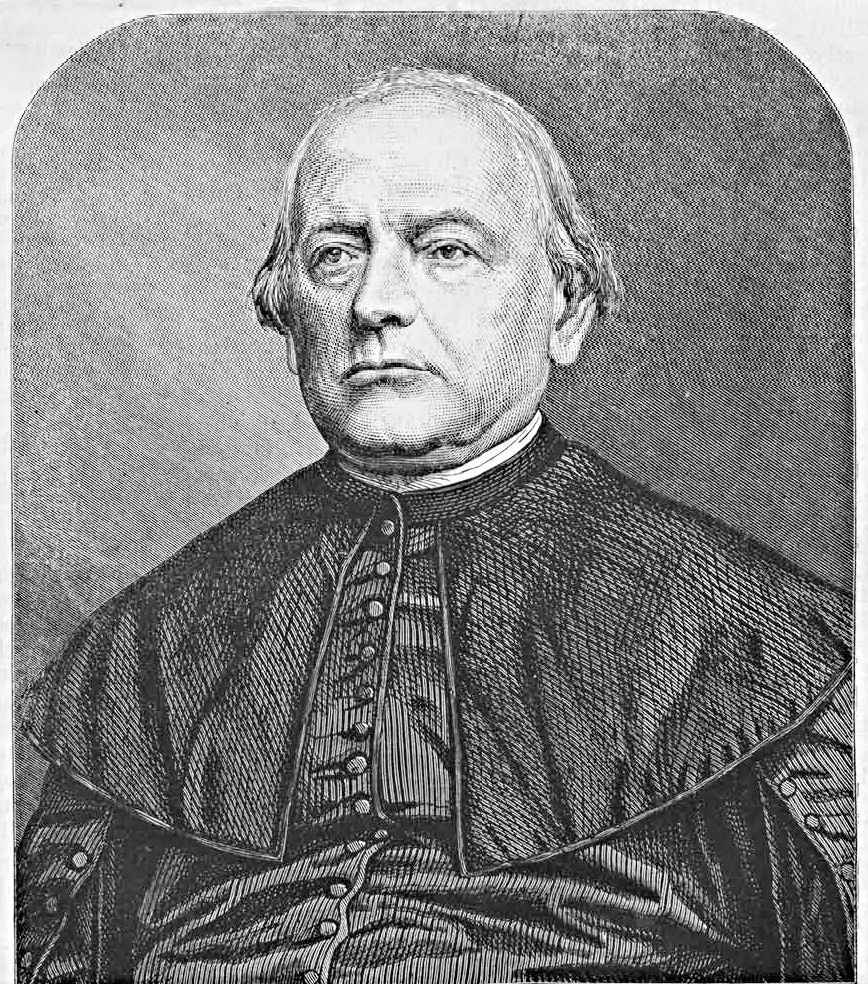
Mihály Horváth

Mihály Horváth, född 20 oktober 1809 i Szentes, död 19 augusti 1878 i Karlsbad, var en ungersk historiker och politiker. 
Horváth ägnade sig först åt prästerlig verksamhet, men blev 1844 professor i ungerska språket och litteraturen vid Theresianum i Wien. År 1848 utnämndes han till biskop av Csanád. Han anslöt sig till Lajos Kossuth och ungerska självständighetspartiet samt blev efter Ungerns självständighetsförklaring (april 1849) minister för kyrko- och undervisningsärendena, men måste efter revolutionens undertryckande fly till Paris. Samma år dömdes han av österrikarna in contumaciam till döden, men benådades 1867 och återvände till Ungern, där han mottogs med många hedersbetygelser och erhöll ett inkomstbringande abbotstift. 
Horváth var en av Ungerns populäraste historieskrivare. Han författade bland annat en omfångsrik A magyarok története (Ungrarnas historia 1842–46; tredje upplagan i åtta band, 1871–73), en utförlig Magyarország függetlenségi harczának története (Ungerska frihetskrigets historia; 1865) och en mängd andra skrifter rörande Ungerns äldre och nyare historia. Åren 1857–59 utgav han fyra band Monumenta Hungariæ historica diplomataria.